# 香川県道170号岡本香川線
香川県道170号岡本香川線（かがわけんどう170ごう おかもとかがわせん）は、香川県高松市を通る一般県道である。

## 概要

### 路線データ
- 起点：香川県高松市西山崎町（越谷池東交差点、国道32号交点）
- 終点：香川県高松市香川町浅野（香川町浅野交差点、香川県道280号高松香川線交点）
- 総延長：4.254 km

## 路線状況

### 重複区間
- 香川県道269号塩江香川高松自転車道線（高松市川部町）

## 地理

### 通過する自治体
- 高松市

### 交差する道路
| 交差する道路                                                               | 交差する場所 | 交差する場所            |
| -------------------------------------------------------------------------- | ------------ | ----------------------- |
| 国道32号                                                                   | 西山崎町     | 越谷池東交差点 / 起点   |
| 香川県道282号高松琴平線                                                    | 西山崎町     | 高松市岡本町交差点      |
| 香川県道44号円座香南線 / バイパス 香川県道174号千疋高松線 重複（南行のみ） | 岡本町       | 川岡交差点              |
| 香川県道44号円座香南線                                                     | 川部町       |                         |
| 香川県道269号塩江香川高松自転車道線 重複区間起点                           | 川部町       |                         |
| 香川県道269号塩江香川高松自転車道線 重複区間起点                           | 川部町       |                         |
| 香川県道172号川東高松線                                                    | 香川町大野   | 香川町大野交差点        |
| 国道193号 国道492号 重複                                                   | 香川町大野   | 香川町大野交差点        |
| 香川県道280号高松香川線                                                    | 香川町浅野   | 香川町浅野交差点 / 終点 |

### 交差する鉄道
- 高松琴平電気鉄道琴平線

### 沿線
- 香川県農業協同組合川岡支店
- マルナカ川岡店
- 香川県立香川中央高等学校
- 高松市立大野小学校
- DCM香川店